# Дольчетто

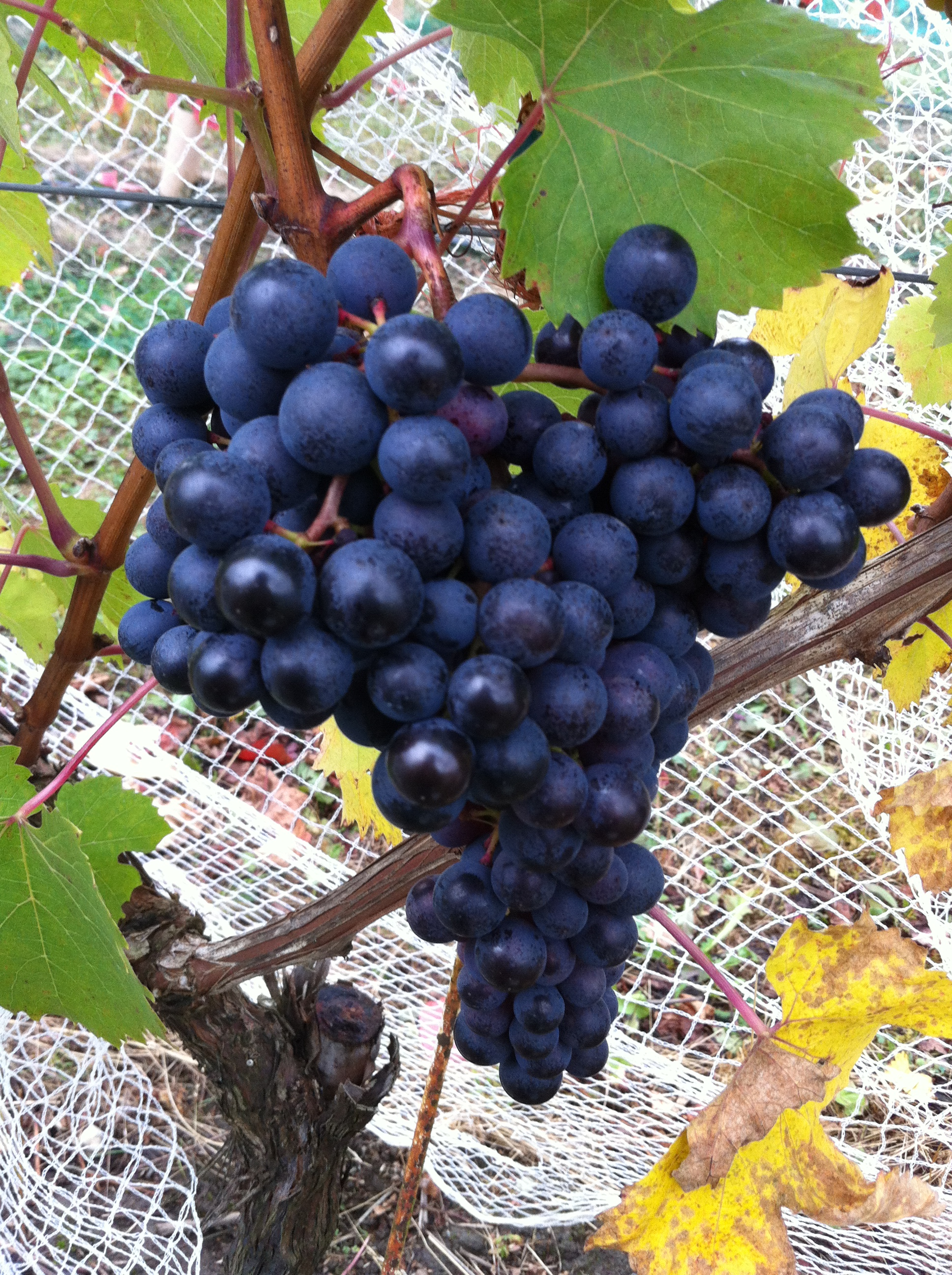
Дольчетто

Дольчетто (італ. «Dolcetto») — технічний сорт червоного винограду, використовується для виробництва однойменного вина. Культивується у регіоні П'ємонт. У перекладі з італійської «дольчетто» означає «маленький та солодкий», але ця назва не відображає характеристик винограду — цукру у винограді небагато, з нього отримують виключно сухі вина. Скоріш за все назва пішла від слова «італ. dusset» на місцевому діалекті, яке означає «невисокі пагорби».

## Історія

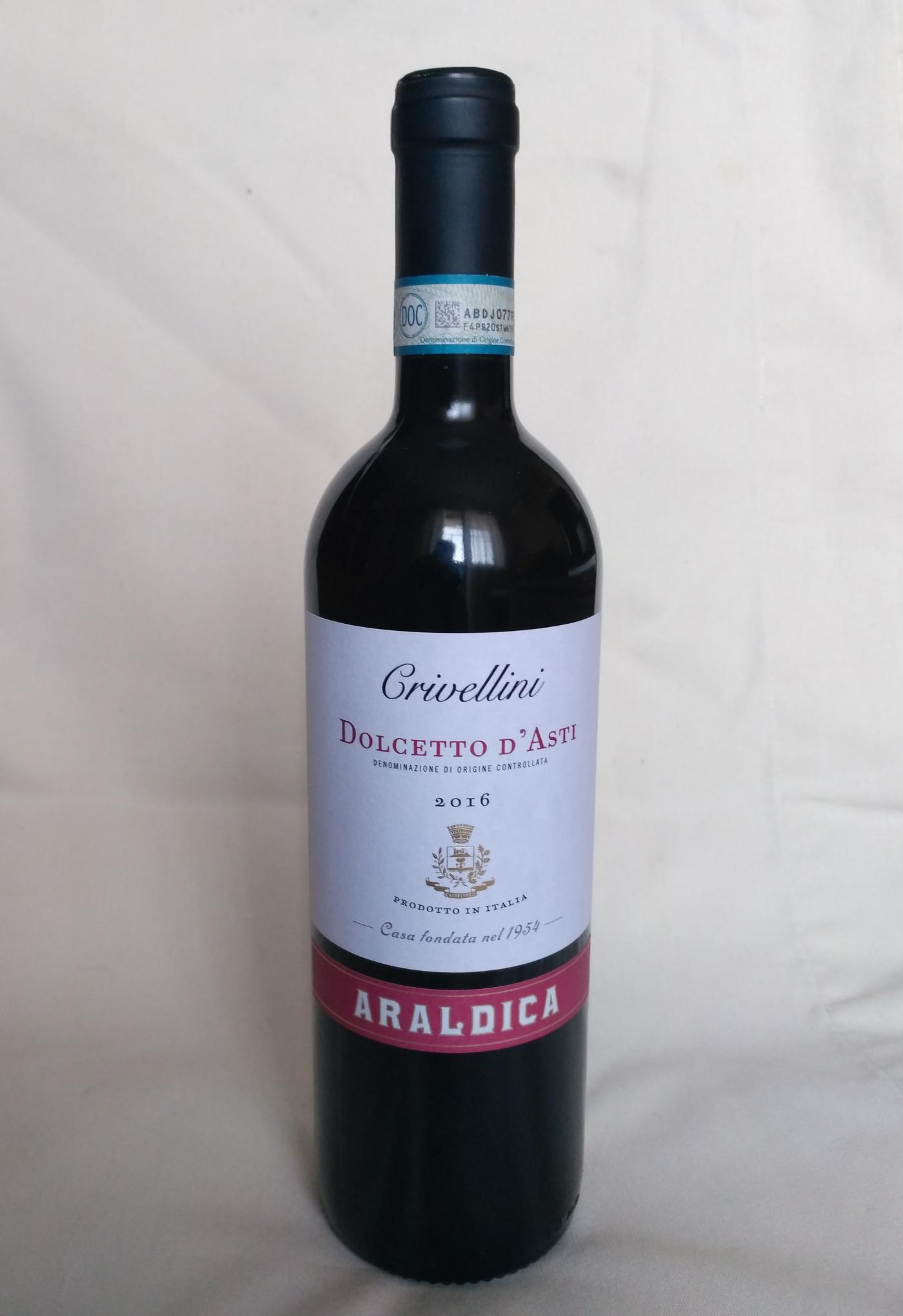
Пляшка вина Дольчетто

Одна з теорій говорить про те, що Дольчетто виник у Франції й був доставлений у Монферрато в 11 столітті. Згідно з іншою теорією, цей виноград походить з села Догліані у П'ємонті. У документі 1633 року задокументована наявність Дольчетто в підвалах сімейства Арборео Валенца У 1700 році Варнаба Центуріоне відправив вино в дар королеві Анні до Великої Британії До 80-х років XX сторіччя з Дольчетто виробляли «італ. vino da tavola» — столове вино для повсякденного споживання.

## Характеристики сорту
Сорт раннього дозрівання, невибагливий до клімату та ґрунтів, його зазвичай висаджують там не ростуть інші сорти винограду. Але найбільш якісний врожай отримують на ґрунтах, які містять мергель. Зону культивування часто називають «поясом Дольчетто» — пагорби, розташовані на півдні П'ємонту до кордону з Лігурією, в провінціях Кунео, Алессандрія і Асті.

### Ботанічний опис
Вусики переривчасті (формула: 0-1-2-0-1-2 …), двоскладні, середні або довгі, спочатку червонуваті, потім зелені.
Квітка гермафродитна, світло-зеленого кольору. Тичинок 5 (рідко 6).
Листок середнього або меншого розміру, п'ятикутний, трохи ширший ніж довгий, переважно п'ятилопатевий. Широко відкритий V-подібний черешковий синус. Верхня сторона гладенька, без опушення. Осіннє забарвлення листя зелене, з інтенсивними червоно-винними відтінками.
Гроно промислової зрілості середнього розміру або більше ніж середнього, досить довга (18-20 см). Форма пірамідальна, крилата (з 1-2 «крилами»). Ягоди відокремлюються від гребенів легко.
Ягода середнього розміру (12 мм), круглої форми, розмір ягід в одному пучку не завжди однаковий. Шкірка тонка, вкрита шаром кутину, синювато-чорна. Соковита м'якоть, з дуже солодким, простим, смачним смаком. Сік безбарвний.
Насіння — у ягоді міститься 1-3 насінини грушоподібної форми, з тонким дзьобом, середнього розміру.

## Характеристики вина
Більшість вин з Дольчетто мають категорію італ. «Denominazione di Origine Controllata (DOC)», деякі — італ. «Denominazione di Origine Controllata e Garantita (DOCG)». Вина Дольчетто швидко дозрівають, мають темно-червоний колір, невелику кислотність, збалансований смак з гірчинкою. У ароматі гарно відчуваються мигдаль та лакриця. Ці вина споживають молодими, іноді навіть в перший рік після збору врожаю, але деякі виробники виготовляють вино, яке здатне зберігатись 5 років і більше.